# Jan Barbukalos
Jan Barbukalos – poeta bizantyński z VI wieku, autor epigramatów.

## Osoba
Jan Barbukalos żył i tworzył za panowania cesarza Justyniana I (527-565). Prawdopodobnie był adwokatem (σχολαστικός). Jego epigramy wydał Agatiasz Scholastyk w Antologii nowych epigramów skąd trafiły one potem do Antologii palatyńskiej.

## Twórczość
Jan Barbukalos tworzył literackie portreciki. W udanych epigramach przedstawił Kaliope w postaci muzy (XVI 218), prawdopodobnie tę samą Kaliope, której dwa swoje epigramy poświęcił Julian z Egiptu (VII 597, 598). Podobnie sportretował śpiewaczkę Polimnię (XVI 219), a w innym utworze ukazał bliżej nieznanego filozofa jako Sokratesa (XVI 327). W epigramie wotywnym para pasterzy, Hermofil i Euronyme składają w darze miód i ser Pethonowi i Pafii, co każe się domyślać, że jest to ofiara weselna nowożeńców (VI 55).
Echo wojny Justyniana z Persami pobrzmiewa w epigramie (XV 38) sławiącym pomnik wzniesiony zwycięskiemu wodzowi Scholastykowi Synezjuszowi w Berycie. Zniszczenie miasta w czasie trzęsienia ziemi i pożaru w 529 roku opłakuje poeta w trzech zgrabnych epigramach (IX 425-427). Drugi z nich zaczyna się apostrofą do bogini: Gdzie jest patronka miasta Cypryda, aby zobaczyła jako przybytek cieni dawną siedzibę Charyt. O sławnej szkole prawników autor milczy, wyraźnie wyżej stawiając beryckich poetów, co rzuca ciekawe światło na charakter justyniańskich prawników, piszących jak Barbukalos wiersze. W trzecim z epigramów poeta ostrzega przygodnego żeglarza, by nie zawijał do beryckiego portu, bo całe miasto z woli Posejdona jest jednym wielkim grobem (IX 427). Literacki motyw śmierci pojawił się w epigramie nagrobkowym, w którym żona opłakująca zmarłego męża, dziękuje bóstwom podziemnym, że był dla niej dobry przez całe życie (VII 755).

## Przekłady na język polski
- Jan Barbuukallos, Epigramy, w: Antologia Palatyńska, wybrał, przeł. i oprac. Zygmunt Kubiak, Warszawa 1978, s .273 (Narzeczeni; Na zburzenie Bejrutu; Śmierć pogodna).